# عفاف راضي
عفاف راضي (12 مايو 1954 -)، مُغنية ومُمثلة مصرية.

## سيرتها
وُلدت في المحلَّة الكبرى وأصل عائلتها هو مركز السنطة، ثم أتت إلى القاهرة، وعملت في برامج الأطفال لمعت في نهاية الستينيات وبداية السبعينيات غنت الأغنيات العاطفية، وأغنيات الأطفال. درست في الكونسير فتوار وهي في العاشرة من عمرها، فدرست البيانو، وحصلت على (بكالوريوس) بتقدير امتياز وهي في سن الثامنة عشرة، وحصلت على درجتي (ماجستير) و(دكتوراه) من أكاديمية الفنون. 
ظهرت في أواخر الستينيات في حفلات أضواء المدينة، وعملت في مسرحيات غنائية منها الأرملة الطروب، ياسين والدي، أه يا غجر، دنيا البيانولا، على فين يا دوسه. ولها فلم واحد فقط في السينما هو مولد يا دنيا (1976) مع محمود ياسين، ومحيي إسماعيل. 
تزوَّجها الطبيب كمال خلوصي، وعمُّها هو المخرج الراحل السيد راضي. 
من أغنياتها: ردوا السلام، وحدي قاعدة في البيت، هوا يا هوا، عطاشى، والنبى تبسم، تعالى جنبي. وغنَّت مجموعة أغان للأطفال منها: هم النم، سوسة سوسة، يلا بينا، معظم أغاني الأطفال من اشعار سيد حجاب، وتلحين عمار الشريعي.
لحَّن لها كبار الملحنين مثل بليغ حمدي. 

## أشهر أغنياتها
ردوا السلام ـ هوا ياهوا ـ تساهيل ـ والنبي ده حرام ـ يهديك يرضيك ـ تعالي جنبي ـ لمين يا قمر ـ شبيك لبيك ـ يمكن علي باله ـ طير يا حمام الدوح ـ وقالوا راح ـ عشاق الليل ـ جرحتني عيونه السوده ـ حاسب وأنت ماشي ـ كله في الموانيء ـ قالي تعالي ـ بحلم ببلاد يعيدة ـ وبتسأل يا حبيبي ـ أنا ملك أمرك ـ هو الطريق وضحكتلي ـ كذبة كبيرة ـ فتن الذي ـ حبي منيتي ـ يا شادي اسمعنا ـ ياليل الصب ـ كم في الغربة ـ مصر هي أمي ـ وعدي علي الغربة ـ سهر الحبايب ـ سوسة كف عروسة ـ هم النم ـ شمس الشموسة ـ حادي بادي ـ أمشي عنه ـ حاباحابا ـ ياقطتي ـ تاتا تاتا ـ اصحي دنيا.

## أهم أعمالها الفنية
قدمت للمسرح: عصفور الجنة ـ وطني عكا ـ ياسين ولدي ـ دنيا البيانولا ـ علي فين يا دوسة ـ الشخص ـ نسمة سلام ـ جحا ـ آه يا غجر ـ لن تسقط القدس ـ بالإضافة إلي مسرحيتي الأرملة الطروب ولابوهيم اللتين قدمتهما في الأوبرا.
كما قدمت للسينما فيلم مولد يا دنيا بطولة محمود ياسين ـ عبد المنعم مدبولي ـ لبلبة وسعيد صالح، وحقق نجاحا باهرا واستمر عرضه أكثر من30 أسبوعا.
وللتليفزيون قدمت مسلسل: زمن الحلم الضائع إخراج وفيق وجدي وللإذاعة قدمت مسلسلا وحيدا بعنوان حبي أنا شاركها بطولته الملحن بليغ حمدي.
وبعد غياب 17 عامًا تعود عفاف راضي بحفل في أوبرا دمشق حيث أرجعت المطربة المصرية عفاف راضي، أسباب غيابها عن المشهد الفني خلال السنوات الماضية، لـ«اختلاف المناخ» في الوسط الغنائي، حيث أحيت حفلاً بـ «أوبرا دمشق» مساء السبت 31 آب/ أغسطس، أعادها للغناء في سوريا بعد غياب 17 عامًا.

## وصلات خارجية
- عفاف راضي على موقع الدهليز
- عفاف راضي على موقع قاعدة بيانات الأفلام العربية
- عفاف راضي على موقع ميوزك برينز (الإنجليزية)
- عفاف راضي على موقع ديسكوغز (الإنجليزية)